# لمياء الجداوي
لمياء الجداوي (ولدت 7 يوليو 1967 م) ممثلة مصرية، والدها ممثل ومدير «فرقة رضا»، وأمها ممثلة سورية.

## عن حياتها
بدأت لمياء الجداوي حياتها الفنية ممثلة إعلانات تجارية وهي طفلة، وفي عام 1987 كانت بدايتها الفعلية بالتمثيل في مسرحية مين يقدر على ريم، وبعد زواجها من الفنان أشرف سيف أعلنت اعتزالها المجال الفني وارتدت الحجاب في عام 1996، وذلك بعد مشاركتها شريهان في فيلم جبر الخواطر الذي صدر عام 1998.

## أعمالها

### الأفلام
- مؤخر صداق.
- جري الوحوش.
- البعد الرابع.
- اللقاء القاتل.
- الفرقة 12.
- أحلام الفتى النائم.
- السجينة 67.
- الحب في الثلاجة.
- بلاغ كاذب.
- لعبة الأيام.
- كريستال.
- سفينة الحب والعذاب.
- جبر الخواطر. (صدر بعد اعتزالها التصوير 1995 والصدور 1998)

### المسلسلات
- تزوج وابتسم للحياة.
- أنا وأنت وبابا في المشمش.
- رأفت الهجان - (الجزء الثاني و الجزء الثالث).
- ابرياء في المصيدة.
- أبيض وأسود.
- مطلوب عروسة.

### المسرحيات
- زكي غبي جداً.
- مين يقدر على ريم.
- على قشر موز - عرضت في الكويت.
- الهمجي
- قسمتي ونصيبي.

## وصلات خارجية
- لمياء الجداوي على موقع IMDb (الإنجليزية)
- لمياء الجداوي على موقع الدهليز
- لمياء الجداوي على موقع قاعدة بيانات الأفلام العربية
- صاحبة_السعادة | حوار خاص مع الفنانة لمياء الجداوي